# Distretto di Horqin
Il distretto di Horqin (科尔沁区S, Kē'ěrqìn QūP) è un distretto della Cina, appartenente alla regione autonoma della Mongolia Interna e amministrato dalla prefettura di Tongliao.